# Franz Königshofer
Franz Königshofer (Wenen, 5 december 1901 – Solothurn, 20 juni 1970) was een Oostenrijkse componist, muziekpedagoog en dirigent.

## Levensloop
Königshofer studeerde aan de Hochschule für Musik in Wenen, nu: Universität für Musik und darstellende Kunst Wien, bij Alexander Wunderer en Oswald Kabasta (orkestdirectie), Friedrich Wührer (piano) en Joseph Marx (compositie). In 1927 promoveerde hij op het proefschrift Die Orchestration bei Ludwig van Beethoven tot doctor in de musicologie. In 1956 werd hij door de Oostenrijkse bondspresident Theodor Körner tot professor benoemd.
Hij werkte als dirigent in verschillende theaters in Duitsland en Tsjechië, maar ging vervolgens terug naar Oostenrijk. Na het behalen van zijn diploma als militaire kapelmeester werd hij dirigint van de muziekkapel van het Infanterie-Regiment nr. 2 in Wenen. Later werd hij muziekinspiciënt van het Oostenrijks leger (Bundesheer). Hij werkte verder als docent aan het Vienna Conservatorium in Wenen. Als gastdirigent was hij verbonden aan de opera in Breslau (Wrocław) en bij het Wiener Philharmoniker. Na de Tweede Wereldoorlog was hij dirigent van het orkest van de Weense omroep (Wiener Rundfunk).
Op uitnodiging werkte hij vanaf 1947 als dirigent van het stedelijk harmonieorkest (Stadtmusik) Solothurn en het stedelijk harmonieorkest (Stadtmusik) Olten. Tegelijkertijd was hij muziekleraar aan het gymnasium in Solothurn. Van 1959 tot 1967 werkte hij eveneens als dirigent van de Stadtmusik Sursee
Als componist schreef hij werken voor orkest en vooral voor harmonieorkest. Hij was lid van de muziekcommissie van de Eidgenössischer Musikverein (Zwitserse blaasmuziekfederatie).

## Composities

### Werken voor orkest
- 1936: - Salzburger Kirchweihfest, Ländler-intermezzo
- 1937: - Seerosen, Notturno
- 1950: - Musik zu der Freiübungen beim Kantonalturnfest in Olten
- 1950: - Musik zu den Kugelübungen beim Solothurner Kantonalturnfest in Olten, 9. Juli 1950
- - Tiroler Halterbaum, rustiek intermezzo

### Werken voor harmonieorkest
- 1949: - Festliche Trilogie
- 1950: - Wiener Perlen, selectie
- 1953: - Gyges und sein Ring, symfonische muziek tot de tragedie van Friedrich Hebbel
- 1953: - Marco Polo: Die Abenteuer des Venezianers
- 1953: - Perikles: Das goldene Zeitalter
- 1954: - Festliche Musik
- 1955: - Anna Boleyn, symfonische muziek
- 1956: - Die Heimatlosen, ouverture
- 1957: - Maria Walewska ouverture
- 1959: - Das Orakel von Delphi
- 1959: - Die versunkene Stadt, symfonische muziek tot een legende
- 1959: - Festliches Präludium
- 1960: - Musika Helvetica
- 1960: - Polyhymnia - Muse des feierlichen Gesanges
- 1961: - Burschen heraus!, mars naar studentenliederen
- 1962: - Sinfonia "Der Schmied der Götter"
- 1962: - Heroische Rhapsodie
- 1964: - Lebensfreude (Joie de vivre), mars
- 1965: - 100 Jahre spielbereit (La marche du centenaire), mars
- 1965: - Delisches Tanzspiel
- 1965: - Der Tyrann von Syrakus, ouverture
- 1965: - Festliche Suite
- 1965: - Grotesker Fox
- 1965: - Relief
- 1965: - Roamer-Marsch
- 1965: - Zum Jugendfest, mars
- 1966: - Alpen-Ländler
- 1966: - Arethusa, symfonische muziek
- 1966: - Die Stadtschützen (Les tireurs), mars
- 1967: - Canzone Jubilate
- 1967: - Lorenzo de Medici, symfonisch gedicht
- 1967: - Zunft zu Wiedikon, mars
- 1967: - Zur Feierstunde (L'heure du repos)
- 1969: - Theseus, symfonische muziek
- 1970: - Rondo Amoroso
- - Ambassadorenfest (Fête des Ambassadeurs), suite
- - Des Meeres und der Liebe Wellen, symfonische muziek tot het treurspel van Franz Grillparzer
- - Ewiges Wien, wals
- - Meine kleine Balletteuse, intermezzo
- - Pirouette, wals
- - Pro Patria
- - Rondo amoroso

### Kamermuziek
- 1960: - Drei Fanfaren, voor 4 trompeten (of 3 trompetten en trombone) en pauken
- 1967: - Menuett für Bläser, voor 2 blokfluiten
- 1967: - Menuett, voor blaaskwartet

## Publicaties
- Die Orchestration bei Ludwig van Beethoven, Diss. phil. I. Wien, 1927. 179 p.